# Мальцево (Китатское сельское поселение)
Мальцево — село в Яйском районе Кемеровской области России. Входит в состав Китатского сельского поселения.

## География
Село находится в северной части области, на левом берегу реки Золотой Китат, на расстоянии примерно 6 километров (по прямой) к югу от районного центра посёлка городского типа Яя. Абсолютная высота — 166 метров над уровнем моря.
Часовой пояс
Село Мальцево, как и вся Кемеровская область, находится в часовой зоне МСК+4. Смещение применяемого времени относительно UTC составляет +7:00.

## История
Населённый пункт был основан в 1884 году. По данным 1926 года имелось 100 хозяйств и проживало 608 человек (в основном — русские).
В административном отношении деревня Мальцевка являлась центром Мальцевского сельсовета Судженского района Томского округа Сибирского края.

## Население
| 2010 |
| ---- |
| 90   |

Половой состав
По данным Всероссийской переписи населения 2010 года в гендерной структуре населения мужчины составляли 42,2 %, женщины — соответственно 57,8 %.
Национальный состав
Согласно результатам переписи 2002 года, в национальной структуре населения русские составляли 95 % из 172 чел.

## Улицы
Уличная сеть села состоит из двух улиц и одного переулка.